# Kaiser Ottó
Kaiser Ottó (Pápa, 1953. november 24. –) Balogh Rudolf, Szőts István, valamint Arany Toll díjjal kitüntetett magyar fotográfus, fotóriporter. 2019 óta a Magyarország 365 fotópályázat mentora, zsűrielnöke.
2021 óta a világ legnagyobb kulturális képügynökségének, a Bridgeman Images-nek exkluzív szerződéssel dolgozó fotográfusa.

## Élete
Szabadúszó fotográfusként az 1990-es évek végétől a magyar kultúra képviselőinek, építészeti- és tárgyi emlékeinek, népművészetének megörökítésével foglalkozik. 
Munkája során több ezer helyszínen fényképezett és közel 250, Magyarország jelenlegi határain kívül élő magyar alkotót keresett fel. 
Az alkotóműhelyek, a diaszpóra valamint a magyar emlékek kutatása közben bejárt országok: Anglia, Ausztria, Bosznia, Hollandia, Horvátország, Írország, Norvégia, Németország, Franciaország, Lengyelország, Olaszország, Románia, Skócia, Svájc, Svédország, Szerbia, Szlovákia, Szlovénia, Törökország, Ukrajna
2002-től az újonnan megnyitott budapesti Nemzeti Színház fotográfusa  az első előadás próbáitól kezdve, fél évtizeden keresztül.
2009 óta a gyimesi csángók világát örökíti meg.

## Díjai, kitüntetései
- 2025 Arany Toll díj
- 2024 Szőts István díj
- 2024 Balogh Rudolf díj
- 2022 Magyar Érdemrend lovagkeresztje
- 2019 Magyar Örökség díj
- 2011 Megyei Príma díj
- 2009 Magyar Köztársasági Arany Érdemkereszt
- 2008 Magyar Művészetért díj

## Nemzetközi képviselet
- Bridgeman Images (New York, London, Párizs, Berlin, Milánó)
- Fine Art America

## Testületi tagságok
- 1985– MUOSZ Fotóriporteri Szakosztály
- 1995–2005   Magyar Fotóművészek Szövetsége
- 2023– Magyar Fotóművészek Szövetsége
- 2016– Magyar Művészeti Akadémia Köztestület
- 2021– Magyar Alkotóművészek Országos Egyesülete

## Kurátori tevékenység, kiállításrendezés
- 2003–2005     Kiállításrendező, Magyar Sajtófotó Kiállítás
- 2009–2011     Kuratóriumi tag, Nemzeti Kulturális Alap, Fotóművészeti Kollégium
- 2011–2012     Kuratóriumi elnök, Nemzeti Kulturális Alap, Fotóművészeti Kollégium
- 2019–     Zsűrielnök, mentor, Magyarország 365 fotópályázat

## Jelentősebb önálló kiállítások
- Envie d'Art Gallery/London, Stuttgart, Belgrád, Kolozsvár, Újvidék, Firenze, Ankara, Ljubljana, Tallinn, Prága, Varsó, Montreal, Savonlinna, Szarajevó, Budapest, Székelyudvarhely, Niš

## Közgyűjtemény
- 2020 270 íróportré, Petőfi Irodalmi Múzeum

## Szakmai életút
- 2018– Zsűrielnök, mentor, Magyarország 365 fotópályázat
- 2009– Szabadfoglalkozású fotográfus
- 2007–2009     Alapító főszerkesztő, Hungaricum magazin
- 2005–2009     Alapító főszerkesztő Könyvjelző magazin
- 2002-2006  Nemzeti Színház, fotográfus
- 1999–2001     Képszerkesztő, Story Magazin
- 1994–1995     Alapító szerkesztő, Fotóriporter szaklap
- 1993–1997     Képszerkesztő, Népszabadság Magazin
- 1993 Képszerkesztő, Magyar Hírlap, hétvégi melléklet
- 1992–1993     Fotóriporter, Ifjúsági Magazin
- 1991–1992     Főszerkesztő-helyettes, Kapu folyóirat
- 1990–1991     Szerkesztő, Top Gun folyóirat
- 1989–1990     Fotóriporter, Képes 7 magazin
- 1985–1989     Fotóriporter, Magyar Ifjúság hetilap
- 1981–1985     Képszerkesztő-fotóriporter, Mai Magazin

## Megjelent könyvek:
- Magyar kastélyok          Dercsényi Balázs – Kaiser Ottó – Koppány Tibor
- Magyar várak                Dercsényi Balázs – Kaiser Ottó – Koppány Tibor
- Kihívás és látomás (Az ember tragédiájának színrevitele a Nemzeti Színházban) Havas Henrik – Kaiser Ottó – Veress Krisztina
- Magyarországon ...megbízólevéllel Odze György – Kaiser Ottó
- Kastélyok, várak, paloták            Kaiser Ottó – Lipp Tamás
- A szép magyar bor          Kaiser Ottó – Dlusztus Imre
- Eger                                 Kaiser Ottó – D. Szabó Ede
- Magyarország                  Kaiser Ottó
- Szerelmem, Budapest     Kaiser Ottó – D. Szabó Ede
- Zsolnay                            Kaiser Ottó – Parti Nagy Lajos
- Balaton                            Kaiser Ottó – Dlusztus Imre
- Borpincék                         Dlusztus Imre – Kaiser Ottó
- Határtalan irodalom I.      Kaiser Ottó
- Kép a képben – Pécsi műtermek  Kaiser Ottó – Várkonyi György
- Magyarország 1000 csodája  Kaiser Ottó – Papp Márió
- Határtalan irodalom II.       Kaiser Ottó
- Határtalan irodalom III.      Kaiser Ottó
- Az én Európám                  Kaiser Ottó
- Pécs                                   Kaiser Ottó
- Buda vára                           Kaiser Ottó
- Hazám, Magyarország       Kaiser Ottó
- Budapest – Örök szerelmem   Kaiser Ottó
- Magyarország gyöngyszemei  Kaiser Ottó – Papp Márió
- Ízes borok, ódon várak        Kaiser Ottó
- A magyarországi templomok művészete  Kaiser Ottó – Jankovics Norbert
- A magyar népművészet 1000 csodája  Kaiser Ottó
- Magyar tájak, magyar ízek    Kaiser Ottó
- Magyar borászok (12 kötet)   Dlusztus Imre – Kaiser Ottó
- A Kárpát-medence 1000 csodája          Kaiser Ottó
- Provence – Côte d’Azur          Kaiser Ottó – Sárközi Mátyás
- Árpád-kori templomok             Kaiser Ottó
- Gótikus templomok a történelmi Magyarországon  Kaiser Ottó
- Fényben-árnyékban (Életmű kötet)           Kaiser Ottó

## Díjai
- 2008 – Magyar Művészetért díj
- 2009 – Magyar Köztársasági Arany Érdemkereszt[2][3]
- 2011 – Képzőművészet Megyei Príma Díj[4]
- 2019 – Magyar Örökség Díj
- 2022 – Magyar Érdemrend Lovagkeresztje
- 2024
  - Balogh Rudolf-díj[5]
  - Szőts István-díj, Magyar Művészeti Akadémia[6]

2025 – Arany Toll díj